# Andrew W.K.
Andrew W.K., pseudonimo di Andrew Fetterly Wilkes-Krier (Los Angeles, 9 maggio 1979), è un musicista e cantautore statunitense.

## Biografia
Andrew W.K. è nato a Los Angeles, California ed è cresciuto ad Ann Arbor, Michigan, dove, all'età di 4 anni, ha iniziato a prendere lezioni di pianoforte all'Università di Scuola di Musica del Michigan. Ha frequentato il college privato Greenhills Schools, prima di frequentare la Community High School tra il 1993-1997, dove ha studiato tastiera jazz. Suo padre è il professore James Krier, ben noto all'Università del Michigan.
Non si sa molto di Andrew W.K. prima del suo successo: vi sono dubbi significativi riguardo a chi sia e a come sia arrivato alla sua situazione attuale. Si sa che era amico della band Wolf Eyes e ha pubblicato alcune canzoni sotto il loro nome. Ha pubblicato diversi singoli tramite la Bulb Records come musicista solista prima di trasferirsi a New York all'età di 18 anni. Andrew WK è anche un lottatore di wrestling tanto che il suo personaggio è incluso nel videogioco Backyard Wrestling II: There Goes the Neighboorhood, contenente anche Party Hard, una sua traccia nell'OST del videogioco.
Il 19 giugno 2013 durante gli O Music Awards a New York ha stabilito un nuovo record mondiale. Ha suonato la batteria per 24 ore consecutive. Era presente anche il batterista Chad Smith dei Red Hot Chili Peppers per sostenere l'artista.

## Discografia

### Album in studio
- 2001 – I Get Wet
- 2003 – The Wolf
- 2006 – Close Calls with Brick Walls
- 2009 – 55 Cadillac
- 2018 – You're Not Alone
- 2021 – God Is Partying

### EP
- 2000 – AWKGOJ
- 2000 – Party Til You Puke

### Raccolte
- 2010 – Mother of Mankind

### Mixtape
- 2009 – Present: Damn! The Mixtape Vol. 1 (con B-Roc)

### Singoli
- 1998 – Room to Breathe
- 2001 – Party Hard
- 2002 – She Is Beautiful
- 2002 – Fun Night (Promo Single)
- 2002 – We Want Fun
- 2003 – Tear It Up
- 2003 – Never Let Down
- 2003 – Long Live the Party (Giappone)
- 2006 – Not Going to Bed (Giappone)
- 2009 – We Want a Groove (con i Riverboat Gamblers)
- 2010 – I'm a Vagabond

### DVD
- 2006 – Who Knows

### Apparizioni in compilation
- 2003 – Warped Tour 2003 Tour Compilation